# Eric T. Jennings
Pour les articles homonymes, voir Jennings.
Eric Thomas Jennings est un historien canadien né le 26 juillet 1970.

## Biographie
Spécialiste de la France coloniale, il est professeur à l’université de Toronto.

## Distinctions
- Chevalier de l'ordre des Palmes académiques[1].

## Œuvres traduites en français
- L’Empire colonial sous Vichy, Jacques Cantier et Eric T. Jennings (dir.), Paris, Éditions Odile Jacob, 2004, 398 p.  (ISBN 2-7381-1544-6)
- Vichy sous les tropiques. La Révolution nationale à Madagascar, en Guadeloupe, en Indochine, 1940-1944 , [« Vichy in the tropics: Pétain's national revolution in Madagascar, Guadeloupe, and Indochina, 1940-1944 »], trad. de l’auteur, Paris, Éditions Grasset et Fasquelle, 2004, 386 p.  (ISBN 2-246-65371-1)[2]

- Alf Andrew Heggoy Book Prize 2002
- À la cure, les coloniaux ! Thermalisme, climatisme et colonisation française, 1830-1962, [« Curing the colonizers : hydrotherapy, climatology, and French colonial spas »], trad. de l’auteur, Rennes, France, PU Rennes, coll. «Histoire», 2011, 254 p.  (ISBN 978-2-7535-1425-6)

- Prix Jean-François Coste 2012.
- La Ville de l’éternel printemps. Comment Dalat a permis l’Indochine française, [« Imperial heights : Dalat and the making and undoing of French Indochina »], trad. d’Agathe Larcher Goscha, Paris, Éditions Payot, coll. «Histoire», 2013  (ISBN 978-2-228-90987-7)
- La France libre fut africaine, Paris, Perrin/Ministère de la Défense, 2014, 384 pages  (ISBN 978-2-262-03247-0).

- Prix Fetkann ! de la recherche 2014
- Illusions d'empires, Les Echappés, 2016, 145 pages  (ISBN 978-2-357-66123-3).
- Les bateaux de l'espoir ; Vichy, les réfugiés et la filière martiniquaise, CNRS Editions, 2020, 328 pages  (ISBN 978-2-271-11800-4).

- Prix Robert-Delavignette 2021 de l’Académie des sciences d’outre-mer
- Prix du livre d'histoire des Outre-mer 2022.